# Nakajima Ki-84
Le Nakajima Ki-84 Hayate (キ 84 疾風 "Bourrasque") était un chasseur monoplace piloté par le Service aérien impérial japonais au cours des deux dernières années de la Seconde Guerre mondiale. Le nom de code que lui donnèrent les Alliés était « Frank » ; la désignation de l'armée japonaise était chasseur de l'Armée Type 4, (四式戦闘機 (yon shiki sentō ki)). Le Ki-84 est considéré comme le meilleur chasseur japonais à combattre lors d'une opération à grande échelle pendant le conflit. L'avion était doté de vitesses élevées, d'une excellente manœuvrabilité, et d'un armement (jusqu'à deux canons de 30 mm et deux canons de 20 mm) qui lui conférait une formidable puissance de feu. La performance du Ki-84 correspond à celle de tout chasseur allié monomoteur auquel il a fait face, tandis que son plafond opérationnel lui permettait d'intercepter des bombardiers B-29 Superfortress de haute altitude. La situation défavorable du Japon à la fin de la guerre a fortement nui aux performances globales de l'avion, les défauts de fabrication se multipliant, le carburant de qualité se révélant difficile à se procurer et les pilotes expérimentés se raréfiant. Au total, 3 514 avions ont été construits

## Histoire en détail

### Conception et Développement
La conception du Ki-84 a débuté au début de l'année 1942 pour répondre à l'exigence du service aérien de l'armée japonaise impériale de remplacer les Ki-43 Hayabusa de Nakajima, qui entraient alors en service. La spécification reconnaissait la nécessité de combiner la manœuvrabilité du Ki-43 avec la performance pour correspondre aux meilleurs chasseurs occidentaux et à une puissance de feu importante. Le Ki-84 a volé pour la première fois en mars 1943 et les livraisons de l'usine Ota de Nakajima ont commencé en avril 1943. Même si la conception était solide, les difficultés croissantes à trouver des pilotes compétents, du carburant et des matériaux de construction adéquats ont souvent empêché l'avion d'atteindre son plein potentiel sur le terrain.
Le Ki-84 a répondu aux défauts les plus courants concernant le populaire et très maniable Ki-43 : une puissance de feu insuffisante, un mauvais blindage défensif et un cruel manque de vitesse de montée. Le Ki-84 était un monoplan à ailes basses en porte-à-faux, de construction entièrement métallique, à l'exception des gouvernes recouvertes de tissu. Il avait un train d'atterrissage escamotable. L'armement comprenait deux mitrailleuses synchronisées de 12,7 mm montées sur le fuselage (difficile à synchroniser correctement, avec l'hélice à quatre pales du Hayate qui représentait un vrai défi) et deux canons de 20 mm montés sur les ailes, une amélioration considérable par rapport aux deux mitrailleuses de 12,7 mm utilisées dans le Hayabusa. Le blindage offrait aux pilotes du Hayate une meilleure protection que les réservoirs d'aile non protégés et les cellules en alliage léger du Ki-43. De plus, le Ki-84 utilisait une verrière blindée de 65 mm, 13 mm de blindage de tête et d'arrière et plusieurs cloisons dans le fuselage, qui protégeaient à la fois le réservoir méthanol-eau (utilisé pour augmenter l'efficacité du compresseur de suralimentation) et le réservoir de carburant situé au centre.
C'est le moteur radial à dix cylindres Ha-45 Homare de 35,8 litres, conçu par la firme Nakajima, et dont la première utilisation militaire a été validée en 1941, qui a donné au Hayate sa vitesse et sa prouesse. Dérivé des moteurs Nakajima Homare communs à de nombreux avions japonais, le Hayate utilisait la version à injection directe Homare 21 du moteur, utilisant l'injection d'eau pour aider le compresseur à fournir au Ki-84 une puissance nominale de 1 491 kW au décollage. Cette combinaison lui donnait théoriquement un taux de montée et une vitesse de pointe à peu près compétitive avec les meilleurs chasseurs alliés. Au début de l'été 1943, un pilote d'essai, le lieutenant Funabashi atteignit une vitesse maximale de 624 km/h dans le deuxième prototype. Après la guerre, un exemple de production tardive capturée a été testé aux États-Unis et a atteint une vitesse de 680 km/h en utilisant l'Avgas 92 octane, avec injection de méthanol.
Le moteur à injection directe compliqué, en partie par sa conception déjà compacte (pas plus de 3 cm de diamètre de plus que le Nakajima Sakae radial à 14 cylindres du Ki-43), nécessitait beaucoup de soin dans la construction et la maintenance. Au fur et à mesure que les Alliés progressaient vers le cœur du Japon, il devint de plus en plus difficile d'assurer les performances du type. Les problèmes de fiabilité des composants s'ajoutaient au blocus sous-marin allié qui empêchait la livraison de composants cruciaux, tel que le train d'atterrissage. De nombreux autres trains d'atterrissage étaient défectueux à cause du traitement thermique de mauvaise qualité de l'acier japonais de la fin de la guerre. De nombreux Hayate ont par conséquent souffert d'effondrements de trains d'atterrissage alors qu'ils se posaient. D'autre accidents sont survenus lors du pilotage de l'avion par des pilotes insuffisamment entraînés en fin de guerre, qui ont parfois éprouvé des difficultés à passer du Ki-43 Hayabusa au Ki-84.

### Ki-84-Ia
L’appareil étant bon pour le service, il fut mis en production sous le nom de « Chasseur de l’Armée monoplace Type 4 modèle 1a » (四式戦闘機). Mais nous retiendrons le nom de Ki-84-Ia Hayate (疾風 : vent violent).
Les mécaniques utilisées devaient augmenter doucement en puissance : d’abord un [Ha-45] 11 de 1 800 ch au décollage, puis un [Ha-45] 12 de 1 825 ch, puis un [Ha-45] 21 de 1 990 ch (comme sur le N1K2-J).
Les premiers Ki-84-Ia de série livrèrent leurs premiers combats avec le 22e Sentai en Chine. Les Américains comprirent vite qu’ils avaient affaire à un nouvel appareil très performant, le plus performant qu’ils aient eu à combattre. Mais c’est aux Philippines que le Ki-84 devait faire ses vrais débuts.
Cependant, il était déjà trop tard pour les Japonais et les Ki-84 furent décimés car utilisés défensivement contre des ennemis bien plus nombreux. De plus, les appareils souffraient de problèmes récurrents de train d’atterrissage, d’hydraulique et surtout de moteur.
En réalité, le Nakajima Ha-45 n’atteignit jamais un degré de fiabilité suffisant. La qualité d’assemblage et des matériaux avait baissé durant les derniers mois du conflit.
Une version améliorée du moteur, le [Ha-45] 23, extrapolé du modèle 21 et utilisant une injection de carburant à basse pression, permit de résoudre les problèmes liés à une chute brutale de la pression d’essence. Cependant, il y avait pénurie de moteurs, l’usine principale ayant été rasée dans un bombardement de B-29 et la production dans des usines souterraines ne débutant que lentement.

### Ki-84-Ib
Le Ki-84-Ib remplaça rapidement sur la chaîne le modèle -Ia. L’armement passa à 4 canons de 20 mm, les deux mitrailleuses de capot étant remplacées par deux canons Ho-5 de 20 mm comme ceux des ailes.

### Ki-84-Ic
Pour lutter contre les bombardiers, une version -Ic fut développée en remplaçant sur le Ib les canons d’ailes par des Ho-115 de 30 mm.

### Ki-84-II, KAI ou -I deuxième série
Pour pallier le manque de matériaux « stratégiques », comme les Allemands sur le Bf 109K, Nakajima construisit le Ki-84 KAI (modifié) avec l’arrière du fuselage et les saumons d’ailes en bois. Ces appareils utilisaient les mêmes moteurs que les versions en aluminium. Même si Nakajima le dénomma Ki-84-II, officiellement cet avion porta la même désignation que ses prédécesseurs (Ki-84-Ib et –Ic selon armement).

### Projets
Une version haute altitude du chasseur utilisant le moteur Ha-45 Ru à turbocompresseur était prévue mais aucun prototype ne fut fabriqué. Les Japonais ne maîtrisaient pas bien les turbocompresseurs.
Dans le prolongement de la politique visant à réduire la quantité d’aluminium utilisée dans l’industrie aéronautique, Tachikawa fut mandaté par l’Armée pour construire une version tout bois du Ki-84. C’était le Ki-106. Extérieurement, il ne différait que par une dérive plus grande. L’armement était réduit à 2 canons pour gagner du poids et un programme d’allègement était en cours mais seulement 3 prototypes furent fabriqués et essayés par les Américains.
Une version haute altitude Ki-84N devait utiliser un gros moteur Nakajima [Ha-44] 13 (dénomination expérimentale : Ha-219) de 2 500 ch. Avec une plus grande surface alaire, il devait s’appeler Ki-117. Il ne dépassa pas le stade des études.
Une version Ki-84P utilisant des ailes encore plus grandes était dans les cartons au moment de la capitulation.
Une version moins ambitieuse, le Ki-84R utilisant le moteur [Ha-45] 44 : la version à compresseur à trois étages du Ha-45 23.
Un prototype de Ki-84 cette fois-ci en acier fut construit : le Ki-113. Mais, étant donné le poids, ce fut un raté immédiat. Le prototype ne vola même pas.
Une version plus réussie fut le Ki-116. Une version du Ki-84-I équipée d’un moteur plus petit et plus léger : le Ha-112-II ou Ha-33 62 et utilisant l’hélice tripale d’un Ki-46. Ce moteur 14 cylindres de 1 500 ch « seulement » fut utilisé avec beaucoup de succès sur le Ki-46-III, mais aussi le Ki-100 et le prototype du A6M8. La masse diminuait de 500 kg environ ce qui compensait la plus faible puissance. La capitulation empêcha sa mise en service.

## Couleurs
Comme souvent dans la dernière moitié du conflit, les couleurs standard étaient vert armée dessus et gris armée dessous. Au moins une unité avait ses avions peints en marron uni dessus comme les Ki-46 habituellement.
Les bords d’attaque étaient peints en jaune pour une identification rapide. Certains appareils furent utilisés couleur tôle d’aluminium brute. Les disques rouges de nationalité (hinomaru) étaient généralement peints sur des bandes blanches quand les avions servent à la défense du Japon.
Les insignes d’unités colorées et voyantes étaient généralement appliquées sur la dérive mais elles pouvaient continuer sur le fuselage.
Certaines unités kamikaze tel le 47e sentai avaient des couleurs spectaculaires.

## Production
3 514 exemplaires incluant toutes les versions furent fabriqués.

## Épilogue
Après guerre, les Américains firent des essais avec des Ki-84 capturés. Le Ki-84 atteignait des vitesses comparables voire meilleures que celles des plus rapides North American P-51 Mustang et P-47N.
Le Ki-84 est sans aucun doute le meilleur appareil mis en service en grande quantité par les Japonais dans la dernière phase de la guerre. Seul le Ki-100 atteignait le même niveau de performances, mais il ne fut jamais fabriqué qu’en très petit nombre.
Tirant parti des enseignements pris au combat et ne possédant que les avantages de son prédécesseur, le Ki-43, le Ki-84 avait lui des performances en rapport avec sa catégorie d’opposants et présentait un armement et des blindages adaptés. Il gardait de plus un avantage certain en termes de maniabilité face aux P-47, P-38 et Chance Vought F4U Corsair. La légende veut que les pilotes américains aient créé l'expression « forget it, it's a Frank » (« laisse tomber, c'est un Frank »).
Comme dans le cas des Allemands, c’est la déroute générale du pays et le faible niveau d’entraînement des pilotes de chasse qui interdirent d’utiliser l’avion au niveau de ses performances. Les meilleurs hommes étaient morts en Nouvelle-Guinée, aux Philippines, et les survivants servaient comme instructeurs dans les écoles.
Les Ki-84, malgré leurs performances furent utilisés dans des missions kamikazes au large d’Okinawa comme beaucoup d’appareils moins modernes dans la phase désespérée du conflit.

## Versions
- Ki-84 : prototypes, moteur [Ha-45] 11 de 1 800 ch, 2 Ho-103 de 12,7 mm de capot, 2 Ho-3 de 20 mm d’ailes
- Ki-84-Ia : série, moteurs [Ha-45] 11, 12, 21 ou 23 de 1 800, 1 825, 1 900 et 1 990 ch, canons Ho-5
- Ki-84-Ib : -Ia avec 4 canons Ho-5 de 20 mm (ailes et capot)
- Ki-84-Ic : 2 canons Ho-5 de 20 mm de capot, 2 canons Ho-105 de 30 mm d’ailes
- Ki-84-Id : Ib avec un canon supplémentaire Ho-5 tirant vers le haut, probablement pas produit
- Ki-84-II : fuselage et saumons partiellement construits de bois
- Ki-84N : projet à moteur Nakajima [Ha-44] 13 (Ha-219) de 2 450 ch, aile agrandie à 23,15 m2
- Ki-84P : projet basé sur le Ki-84N, aile agrandie à 24,44 m2
- Ki-84R : projet Ki-84P à moteur [Ha-45] 44 compresseur 2 étages, 3 vitesses, 2 000 ch
- Ki-106 : 3 prototypes, construction entièrement en bois, moteur [Ha-45] 21, armement du -Ib
- Ki-113 : 1 prototype, construction partiellement en acier, moteur [Ha-45] armement du -Ib
- Ki-116 : 1 prototype, Ki-84 avec moteur Mitsubishi [Ha-33] 62 (ou Ha-112-II) de 1 500 ch, deux canons Ho-5 de capot
- Ki-117 : version de production projetée du chasseur haute altitude Ki-84N